# 月牙泉 (肯塔基州)
月牙泉（英語：Crescent Springs），是美国肯塔基州的一座城市。建立于1957年，面积约为3.9平方公里（1.5平方英里）。根据2010年美国人口普查，该市的人口为3,801人。